# Château de Herblingen
Le château de Herblingen est un château situé dans le canton de Schaffhouse, en Suisse.

## Histoire
Alors qu'une légende locale prétend que le pape Léon IX aurait consacré la première chapelle du château de Herblingen vers l'an mille, La première mention attestée de ce bâtiment date de 1181. La famille de Herblingen, alors propriétaire des lieux, vendit le domaine et le bailliage attenant aux ducs d'Autriche qui le cédèrent à leur tour en gage aux sénéchaux de Diessenhofen au XIVe siècle.
Après avoir passé entre plusieurs mains, c'est finalement la ville de Schaffhouse qui achète le bâtiment ainsi que les droits baillivaux et procède à plusieurs rénovations et travaux avant de le revendre. Parmi les propriétaires successifs du lieu, le directeur de banque d'origine viennois Jean Guillaume Gestefeld transforma à son tour le bâtiment en détruisant le mur d'enceinte, remplissant le fossé et supprimant le pont-levis pour lui donner l'aspect que nous connaissons de nos jours.
Aujourd'hui, le château est encore une propriété privée. Il est inscrit comme bien culturel suisse d'importance nationale. 